# 加藤富夫
加藤 富夫（かとう とみお、1928年（昭和3年）4月3日 - 1977年（昭和52年）12月2日）は、日本の小説家、教員。
秋田県雄勝郡湯沢町（現・湯沢市）生まれ。1968年に文學界新人賞を受賞したほか、1971年から1975年にかけて四度芥川賞候補となった。

## 経歴と人物
秋田県立横手中学校（現・横手高等学校）在学中に予科練に入隊し、土浦海軍航空隊で桜花特攻要員として訓練中、秋田県北秋田郡合川町（現・北秋田市）の大野岱で終戦を迎えた。復員後、秋田県立湯沢南高等学校（現・湯沢高等学校）から秋田大学学芸学部（現・教育文化学部）英語科に進み、1954年（昭和29年）3月に卒業。秋田県の高校英語科教員として、横手・湯沢北 ・湯沢高校などで教鞭を執った。
大学時代に『秋大文学』に参加し、在学中の1951年、秋田魁新報の新年文芸に応募した「令子」が佳作、1960年には秋田魁新報新年文芸で「花まつり」が第一席となった。1967年、「鼠おとし」で第25回文學界新人賞佳作（本賞は該当作なし）となり、1968年には「神の女」で第27回文學界新人賞を受賞した。1971年、「玩具の兵隊」で第66回芥川賞候補となったのを皮切りに、1972年（第68回）「酋長」、1973年（第69回）「口髭と虱」、1975年（第74回）「さらば、海軍」の計4回、芥川賞候補となった。
1977年（昭和52年）12月2日深夜0時前、同僚の教師から暴行を受け、硬膜下出血で死去した。予科練出身のため「若いやつらは戦争も知らないくせに生意気だ」「青二才」などと日頃から若い同僚に云っており、同僚4人で酒場で飲みながらテレビ番組『栄光の戦闘機・ゼロ戦のすべて』の話題になってケンカになったもの。事件をめぐる状況は田中伸尚「ある芥川賞候補作家の死--作家・加藤富夫"不慮の死"の背後にあったもの」（『潮』1983年9月号）に詳しい。

## 主な受賞歴
- 1951年: 秋田魁新報新年文芸佳作（「令子」）
- 1960年: 秋田魁新報新年文芸第一席（「花まつり」）
- 1967年: 第25回文學界新人賞佳作（「鼠おとし」）
- 1968年: 第27回文學界新人賞（「神の女」）

## 主要な作品
- 「鼠おとし」 （『文學界』1967年12月号掲載）
- 「神の女」 （『文學界』1968年11月号掲載）
- 「生物」 （『早稲田文学界』1970年4月号掲載）
- 「玩具の兵隊」 （『文學界』1971年9月号掲載）
- 「酋長」 （『文學界』1972年7月号掲載）
- 「あしたの動物園」 （『文學界』1973年3月号掲載）
- 「口髭と虱」 （『文學界』1973年5月号掲載）
- 「眷族祭」 （『文學界』1973年10月号掲載）
- 「カゲの砦」 （『文學界』1974年9月号掲載）
- 「さらば、海軍」 （『文學界』1975年8月号掲載）

## 著書
- 『口髭と虱』（文藝春秋、1973年）
- 『神の女－加藤富夫作品集1』（秋田書房、1983年）
- 『さらば、海軍－加藤富夫作品集2』（秋田書房、1983年）